# ذبابيات منشارية قصيرات القرون
زنابير الأرجيد المنشارية أو ذبابيات منشارية قصيرات القرون أو عائلة أرجيدي (الاسم العلمي Argidae)، فصيلة حشرات من عديمات الخصر ورتبة غشائيات الأجنحة. أنواعها 800 منتشرة في كافة أنحاء العالم وخاصة المناطق الاستوائية.